# CFHR4
Protein liên quan yếu tố bổ thể H 4 (tiếng Anh: Complement factor H-related protein 4) là protein ở người được mã hóa bởi gen CFHR4.